# Izlandi halászat
Az izlandi halászat az ország gazdaságának kiemelkedően fontos ágazata az izlandi honfoglalástól egészen napjainkig. A halászat 2013-ban is az izlandi export 40%-át, a GDP 12%-át adta, és a munkaerő 5%-át foglalkoztatta. A szélesebb értelemben vett óceáni ágazat, amelybe beleszámítjuk a halászathoz kapcsolódó más gazdasági tevékenységeket is, mint például a halászati eszközök gyártását vagy a kifogott hal továbbfeldolgozását élelmiszeripari, biotechnológiai célokra, 2011-ben a GDP 27,1%-át adta és a munkaerő mintegy 20%-át foglalkoztatta. Egy izlandi halászra átlagosan 150 tonna hal fogása jut, ami messze a legnagyobb teljesítmény a világon.

## A természeti környezet
Izland szigete a Közép-Atlanti-hátság és egy forrópont találkozásánál emelkedett ki a tengerből, ezért a szigetet övező sekélyebb tengerrészeket nem lehet kontinentális talapzatnak nevezni. Mindenesetre az óceáni áramlatok és a sekélyebb tengerek találkozása, a különböző eredetű tengervizek keveredése jó lehetőséget nyújt gazdag tengeri élővilág kialakulására. Az Irminger-áramlat, mint a szélesebb értelemben vett Golf-áramlati rendszer része, viszonylag melegebb, sósabb vizet szállít Izland déli, délnyugati partjaihoz. Ennek az áramlatnak az egyik ága a sziget mellett északra, majd keletre fordul, és létrehozza az egész Izlandot az óramutató járásával egyezően körülvevő áramlatot. A sziget keleti oldalán a Kelet-Izlandi-áramlat már sarki vizeket szállít dél felé.
A tengeri élővilág szezonális változása természetesen a napfény-besugárzás függvénye. A fitoplanktonok tavaszi elszaporodását követi a zooplanktonok tömegessé válása, majd a velük táplálkozó nagyobb állatok megjelenése a nyár folyamán, a heringtől a bálnákig.
Az élővilág igen érzékenyen reagál a tengervíz hőmérsékletének kis változásaira is, ami a halfajták egymáshoz viszonyított arányának erős ingadozásában is megmutatkozik. Már a globális felmelegedés kimutatása előtt is évtizedről évtizedre, sőt évről évre nagy különbségeket figyeltek meg az egyes halfajták tömegében, amit különböző biológiai okok mellett elsősorban a víz hőmérsékletének csekély változásaival magyaráztak.
Az izlandi vizekben három rákfélét halásznak emberi fogyasztásra. Ezek eloszlása is mutatja az egyes élőlények érzékenységét a hőmérsékletre. A Pandalus borealis (angolul pink shrimp) számára az Izland körüli vizek mind megfelelők; a Chlamys islandica (angolul Iceland scallop) a hidegebb vizeket kedveli, a Nephrops norvegicus (norvég homár) a néhány fokkal „melegebb” dél- és nyugat-izlandi vizekhez ragaszkodik. Egyébként ezekből a fajokból 1985-ben egyenként 24 000, 16 000, illetve 4200 tonnát fogtak ki.
A fenéklakó gerinctelen állatvilág, kagylók, rákok és más állatok biztosítják a sekélyebb vizekben számos olyan halfaj élelmét, mint a tőkehalfélék és a lepényhalalakúak. Emellett a tengerfenék a nevelkedő helye sok más halfajta fiatal egyedeinek is, ezért a tengerfenéken tilos a vonóhálókkal folytatott halászat.
Izland 200 mérföldes halászati övezetében mintegy 230 halfajtát azonosítottak, közülük 150-ről tudják, hogy ívik is ezekben a vizekben. Legtöbbjük „meleg vízi” fajta, csak néhány származik a sarki vagy szubarktikus tengerekből. Legtöbbjük a tengerfenékhez kötődő életmódot folytat, mint a tőkehalfélék és a lepényhalak, csak néhány a nyílt vízi fajta közülük, mint a hering, a kék puha tőkehal és a csuklyás hal.
A nagy számú halfajtából mindössze 25-öt halásznak emberi fogyasztásra, és például 1984-ben mindössze három fajta adta a fogás 80%-át. A 20. század kezdetétől a két legfontosabb halfajta a tőkehal és a hering voltak. A hatvanas évek végén azonban az Izland körüli tengervíz hőmérséklete néhány fokkal csökkent, és ez megváltoztatta a zooplanktonok szaporodását, ami kihatott a heringek vonulására is. Ezek a fejlemények egybeestek a hering túlhalászatával, mely körülmények együttesen a heringállomány teljes összeomlásához vezettek. 1985-re a heringállomány az 1950-es szint kevesebb mint 10%-ára csökkent. Ezzel párhuzamosan a tőkehal-állomány az egyharmadára esett vissza. A csuklyás hal fogáseredményei más trendet mutattak. Az 1965-ös 50 ezer tonnáról a nemzetközi vizeken több állam halászai által elért fogás 1973-ra 450 ezer tonnára nőtt, majd 1978-ra meghaladta az 1,1 millió tonnát, majd ez az állomány is összeomlott és teljes halászati tilalmat kellett bevezetni. Az oltalom eredményeképpen a fogáseredmények 1985 újra megközelítették az 1,2 millió tonnát, annak ellenére, hogy ekkor már figyelmet fordítottak a szaporító állomány megőrzésére.
A halak mellett emlősök is élnek az izlandi vizekben. A fókák körül a borjúfóka és a kúpos fóka szaporodik is itt, sőt a 20. század elejéhez képest a számuk erőteljesen növekedett is, mivel csökkent a kereslet irántuk. A 80-as években számuk már elérte a 30 000, illetve 10 600 példányt, és halászati érdekek miatt ritkítani kellett az állományt, mert bizonyos bennük élő paraziták a halakra is veszélyesek.
Tizenöt bálnafaj fordul elő Izland környékén, és közülük három gazdaságilag is fontos volt: a közönséges barázdásbálna, a tőkebálna és a csukabálna. A kék bálna és a hosszúszárnyú bálna vadászatát már 1955-ben, illetve 1960-ban betiltották.

## Története
A halászat az Izlandon letelepült lakosság létfenntartásának egyik fontos forrása volt a kezdetektől, bár a fő gazdasági ágazat évszázadokig a mezőgazdaság maradt. Sokáig túlnyomórészt csak saját fogyasztásra fogták a halat, amit szárítással tartósítottak. Amikor a középkorban Európában megélénkült a kereslet a szárított tőkehal iránt, akkor exportja gyorsan fellendült és a szerény izlandi kivitelen belül átvette az addig elsősorban exportált házi szövésű gyapjúáru helyét. A 15. században a szárított tőkehal exportja igazi gazdasági fellendülést hozott a sziget déli és délnyugati partjain tevékenykedő halászok számára, bár a dán király és az egyház emberei egyaránt alaposan megadóztatták ezt a jövedelmet. A kikötőkben feltűntek a külföldi kereskedők, a halban gazdag vizeken pedig a külföldi halászok is.
Az izlandi kereskedelmet hosszú időn keresztül kézben tartó norvégok mellett megjelentek a Hanza-szövetség német kereskedői is Bergen városából, de a legnagyobb befolyást az angol kereskedők és halászok szerezték meg, azért is hívják a 15. századot Izland történetében „angol évszázadnak”. 1428-ban már 150 angol halászhajó működött az izlandi vizeken. Sok izlandi halászt is alkalmaztak jó fizetségért, és telepeket létesítettek az izlandi partokon, illetve a Vestmannaeyjar-szigeteken. A dán és norvég, illetve bergeni illetőségű német kereskedők ezt természetesen nem nézték jó szemmel, kisebb-nagyobb összecsapásokra is sor került. 1490-ben megállapodást kötöttek az angolokkal a halászati jogokról, de azt hamarosan megszegték. Az angolokat a dán kormányzat és német szövetségeseik 1558-ra tudták kiűzni utolsó telepükről, a Vestmannaeyjarról. Ezután a dán kontroll teljes mértékben helyreállt, és az izlandi halászok elvesztették a különböző kereskedelmi partnerek konkurenciájának előnyeit.

### Az izlandi halászcsónakok
Az izlandi halászok több mint egy évezreden át, a honfoglalás korától a 20. század elejéig alkalmazták a kis, nyitott, egyszerű kiegészítő vitorlázattal ellátott evezőscsónakokat a halászatra. Ezeket helyben készítették a szűkösen rendelkezésre álló, majd importált faanyagból, tájanként kissé különböző sajátosságokkal, de egyformán megbízható, tengerálló minőségben. Méretük szerint a kétszemélyestől a tizenkét személyesig váltakoztak.
Csak nappal, reggeltől estig halásztak, éjszakára partra szálltak. Mesterséges kikötőre nem volt szükségük, a természetes öblökben kötöttek ki, vagy egyszerűen a homokos partra húzták a csónakokat. Zsákmányukat, leginkább a nagy méretű tőkehalakat, kézi horgokkal ejtették el. Háló használatára, kiemelésére a csónak nem is lett volna alkalmas.
A szinte állandóan viharos erejű, hideg szélben a halászat folytonos életveszélyben zajlott. Az elemek ellen bőrből készült ruházatot és gyapjúkesztyűt alkalmaztak, amik az átázás mellett is nyújtottak bizonyos védelmet. Ennek ellenére az egyszerű kihűlés is sok áldozatot szedett, nem beszélve a hajótörésekről.

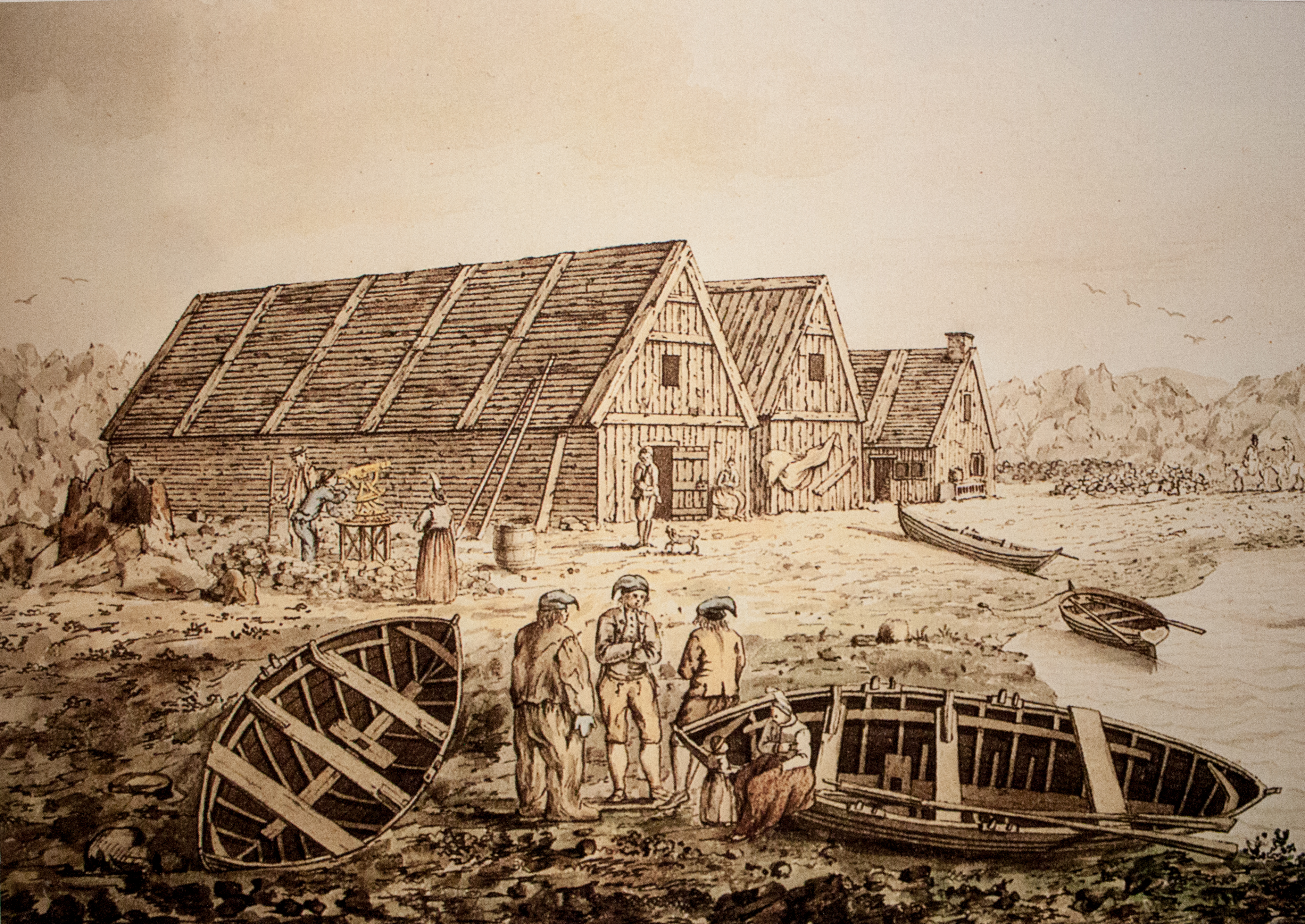
Az izlandi halászcsónakok első hiteles ábrázolása, egy külföldi utazó rajza 1722-ből
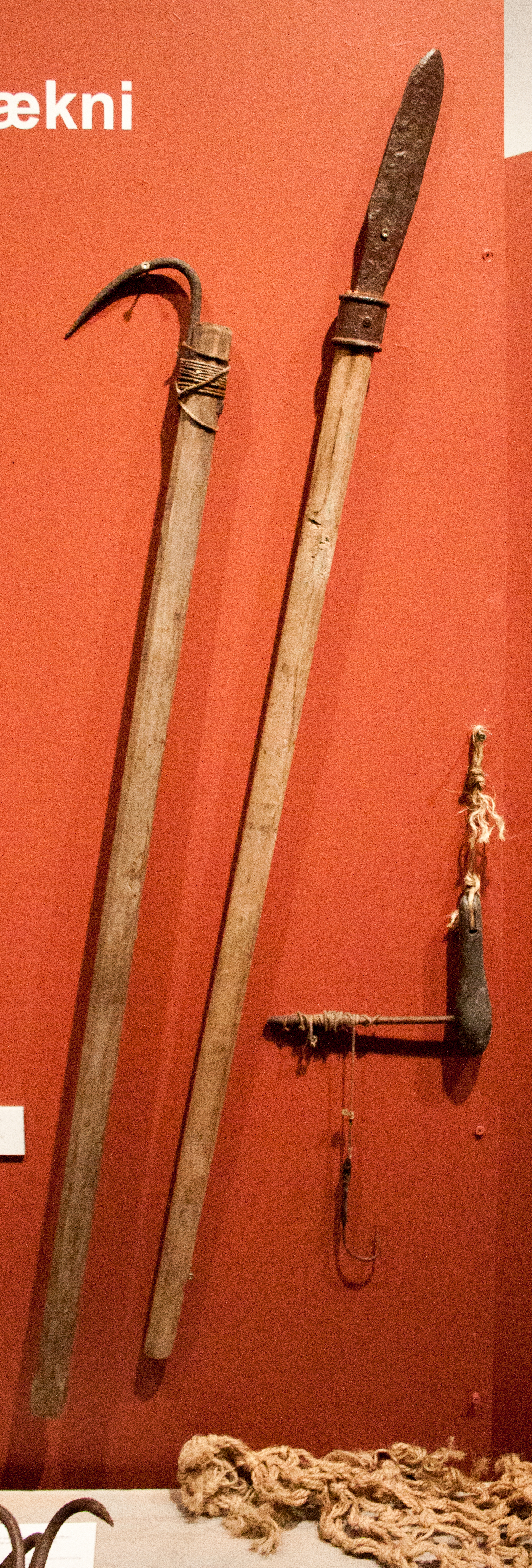
Egy évezreden át szinte változatlanul használt halászeszközök
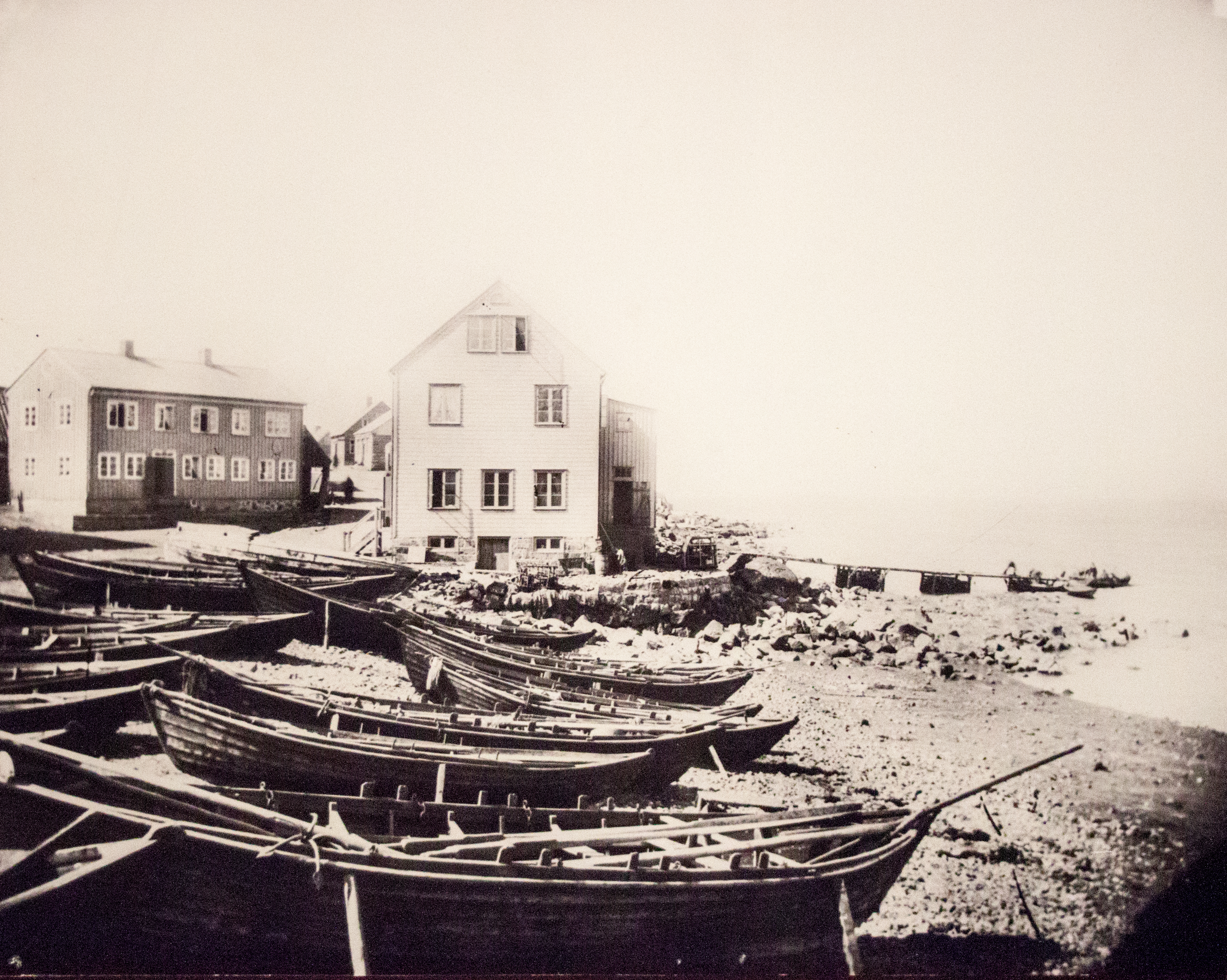
Halászcsónakok Reykjavíkban 1890-ben
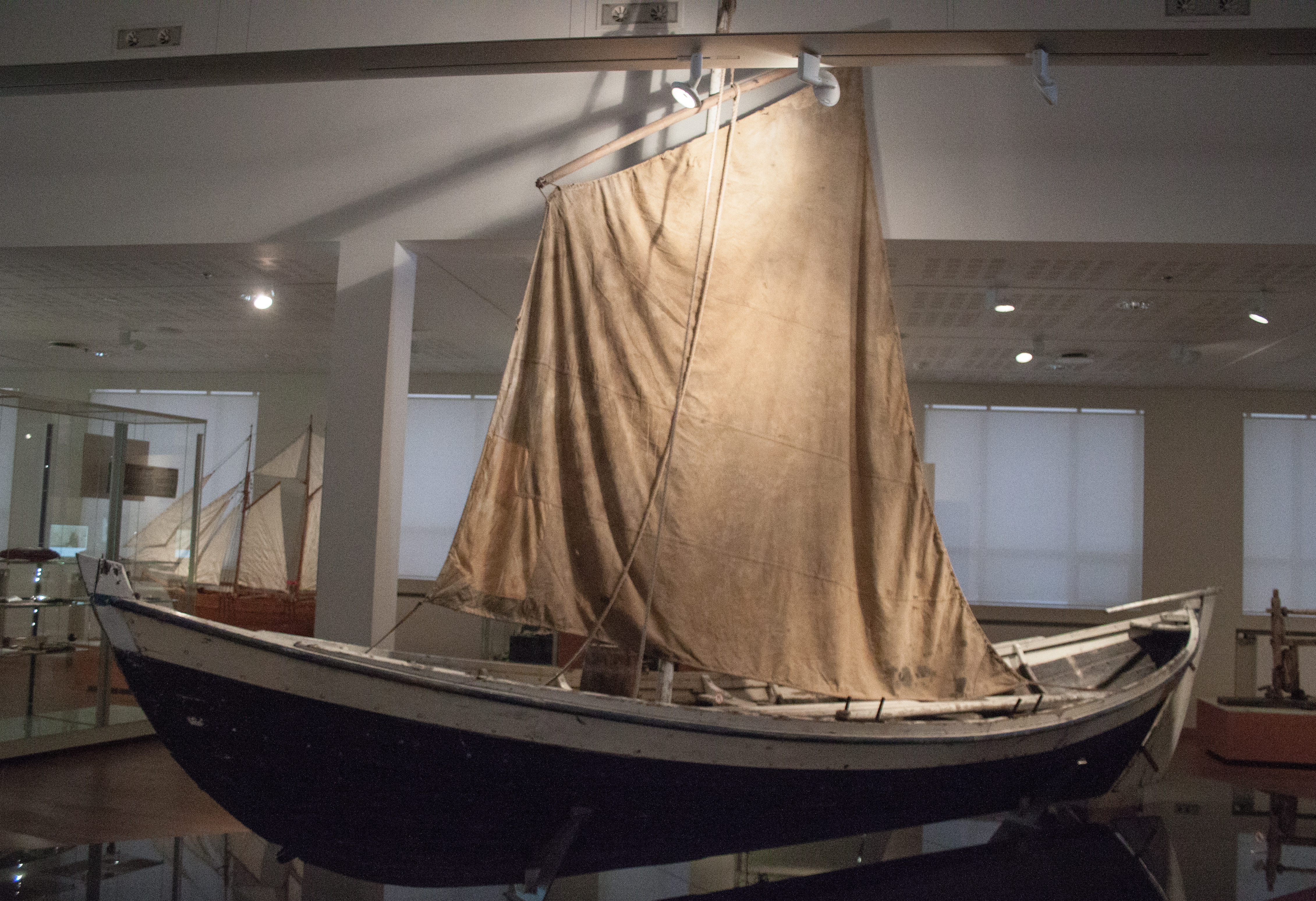
19. század végi halászcsónak az Izlandi Nemzeti Múzeumban
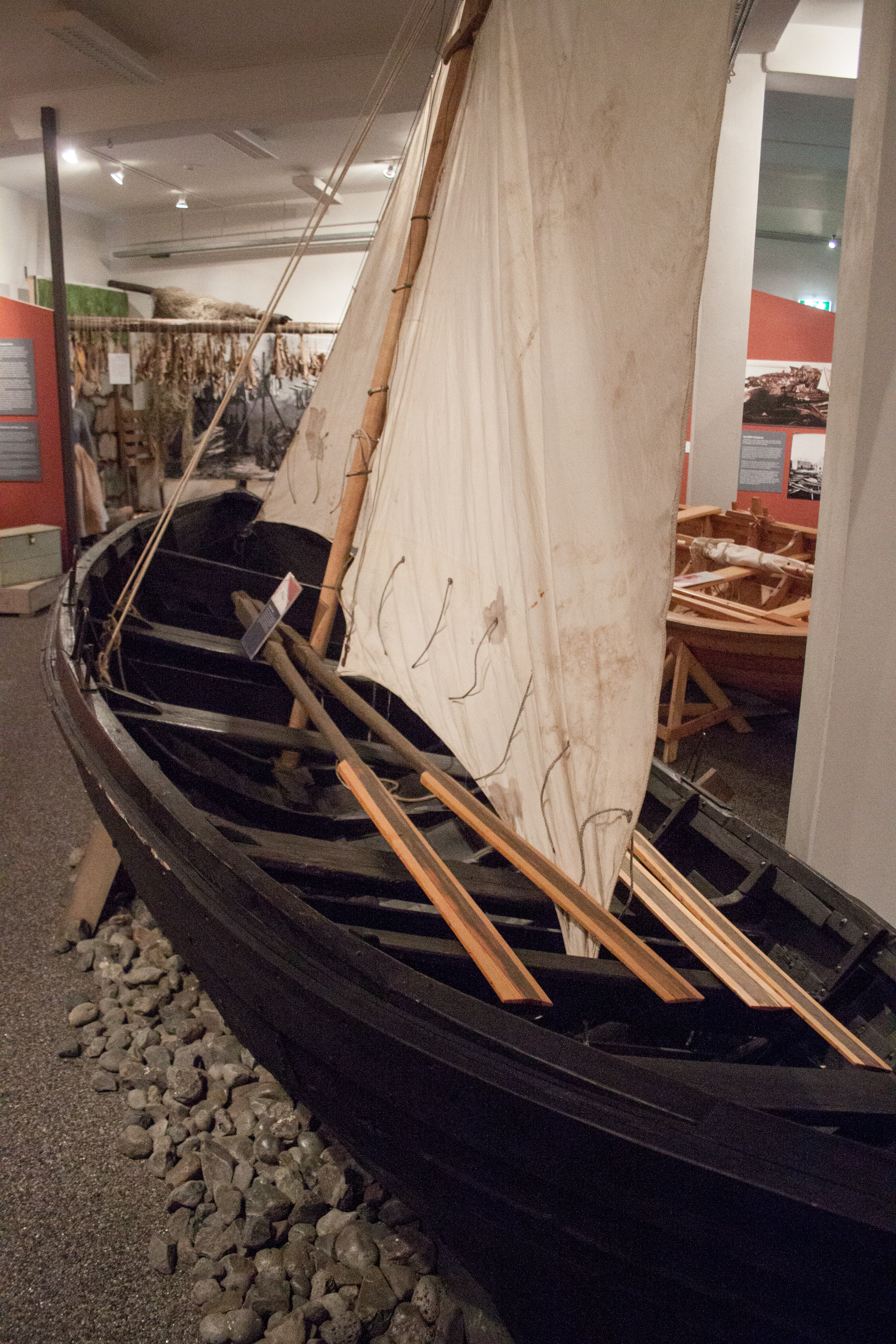
Az 1907-ben épült Farsaell halászcsónak a Reykjavíki Tengerészeti Múzeumban
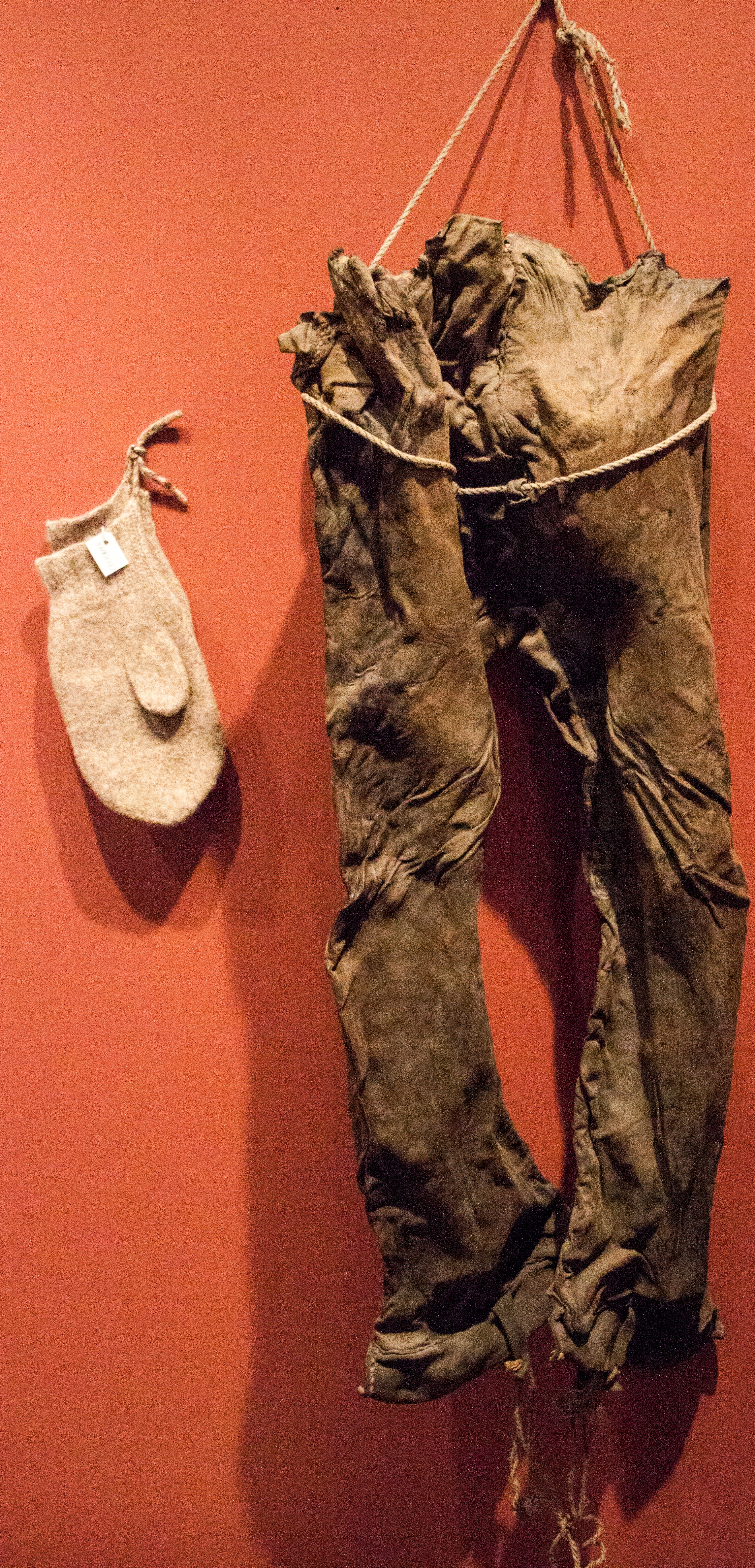
A halászok bőrnadrágja és gyapjúkesztyűje

### Szkúnerek és trawlerek
A szkúnerek csak 1800 körül jelentek meg az izlandi halászatban, és akkor sem arattak átütő sikert; sokáig párhuzamosan használták őket a hagyományos nyitott halászcsónakokkal. Ezekről a vitorlás hajókról is kézi horgokkal halásztak. Mégis, a szkúnerek a partoktól távolabb is működhettek, alkalmasabbak voltak a cápahalászatra is. Gyakran hetekig a tengeren maradtak, a zsákmányt a hajón sózták be és így tárolták. A szkúnerek nagy része kitűnő építésű hajó volt, de az izlandi tengerészek merészsége és az időjárás túl sokat követelt tőlük, ezért sok veszett oda a viharokban. A 20. század elején kezdték őket felszerelni segédmotorokkal.
A 40 tonnás Haffrúin szkúner, amelynek modellje az Izlandi Nemzeti Múzeumban látható, 1874-75-ben épült Dániában. (A modellt Hálfdán Bjarnason hajóács készítette Ísafjörðurban.) A hajó első részében volt a legénység szállása és a konyha, hátul a tisztek szálláshelye. A szkúnert eleinte Ísafjördurból, később Stykkishólmurból használták, cápák fogására és kézi horgokkal folytatott halászatra.
A szkúnerek kora – együtt a halászcsónakokéval – az 1920-as évektől áldozott le, amikor megjelentek a modern, vonóhálókkal felszerelt trawlerek, a motoros halászhajók az izlandi vizeken.

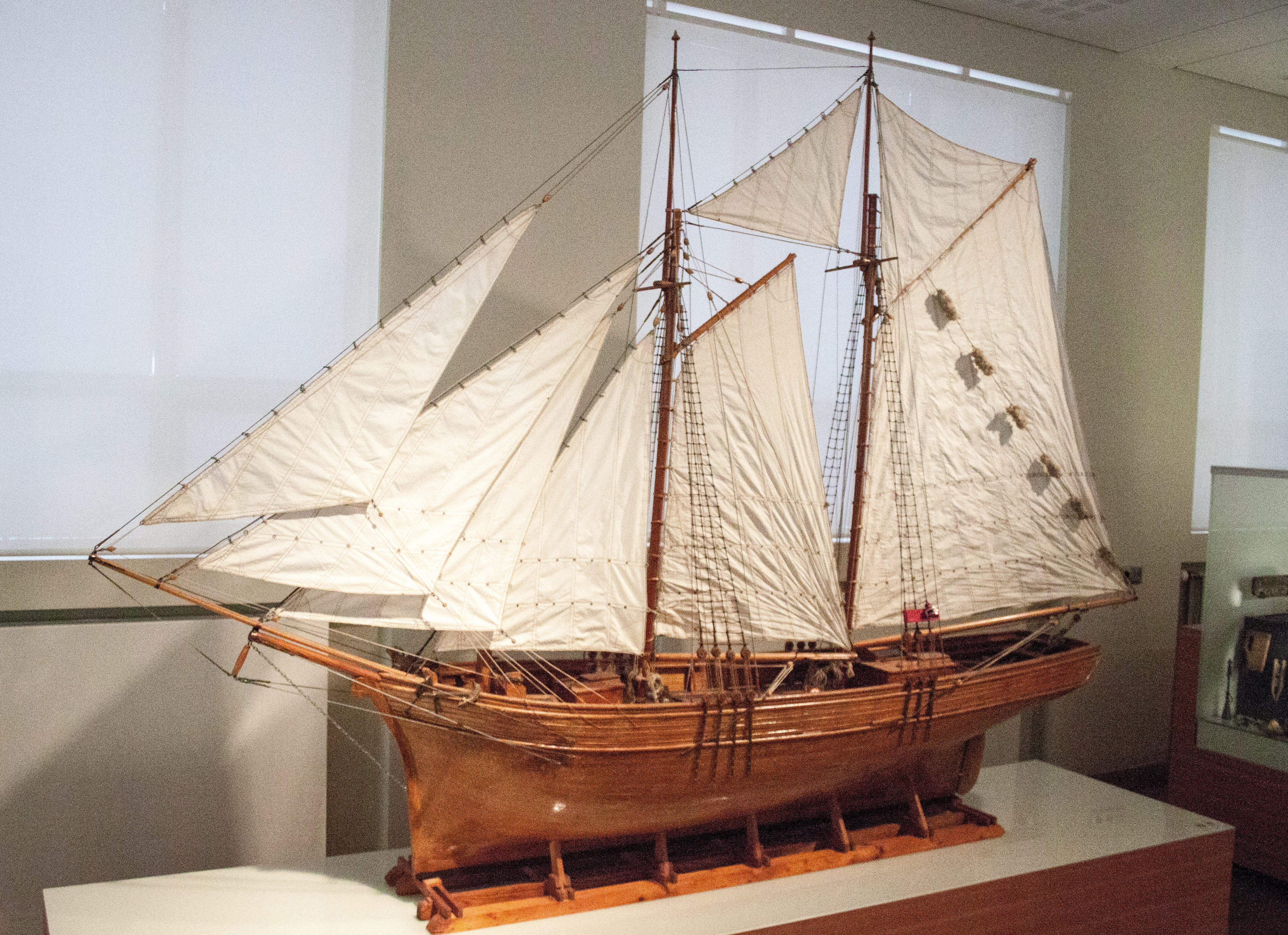
A Haffrúin szkúner modellje az 1870-es évekből
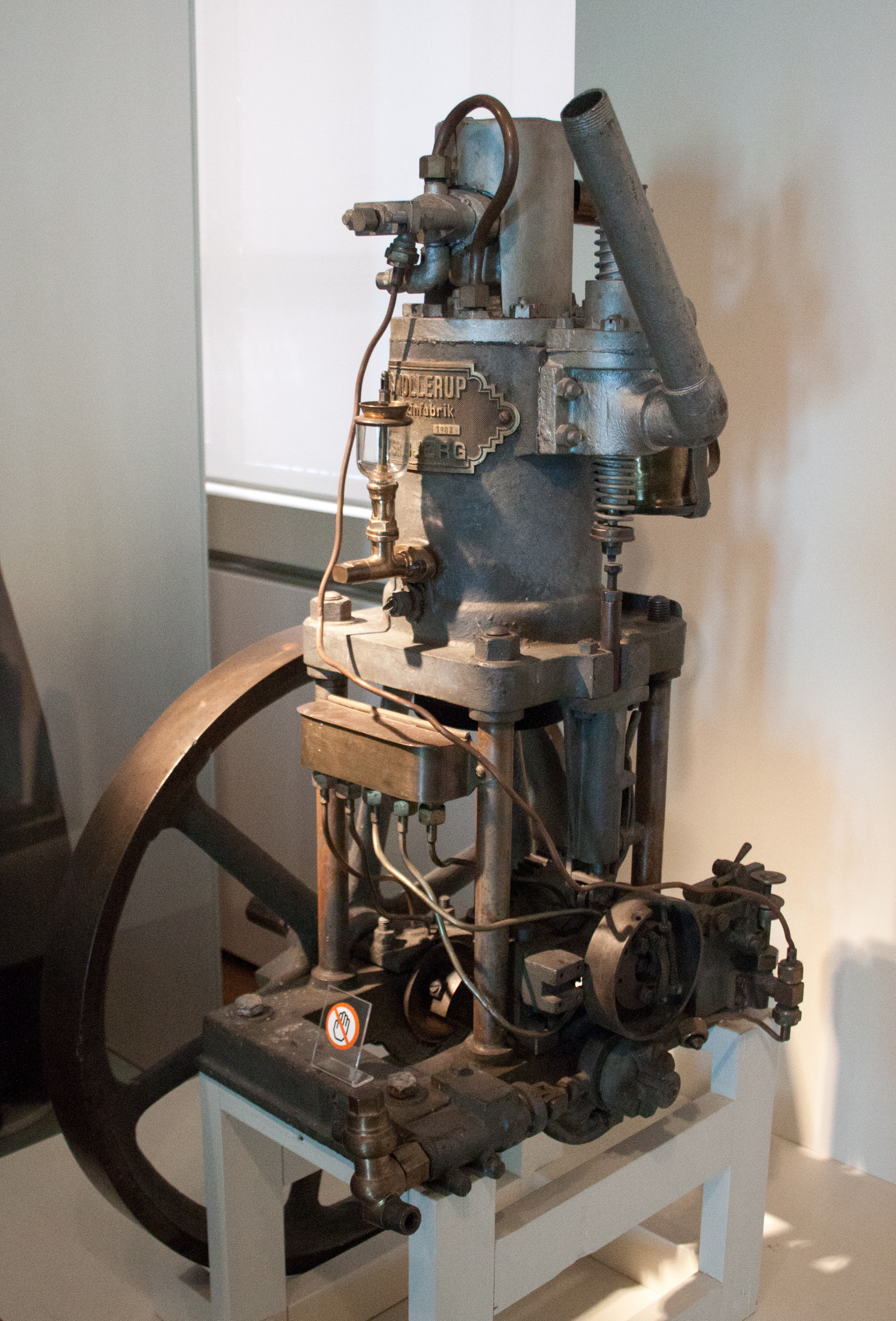
Petróleummal működő segédmotor halászhajók számára 1902-ből
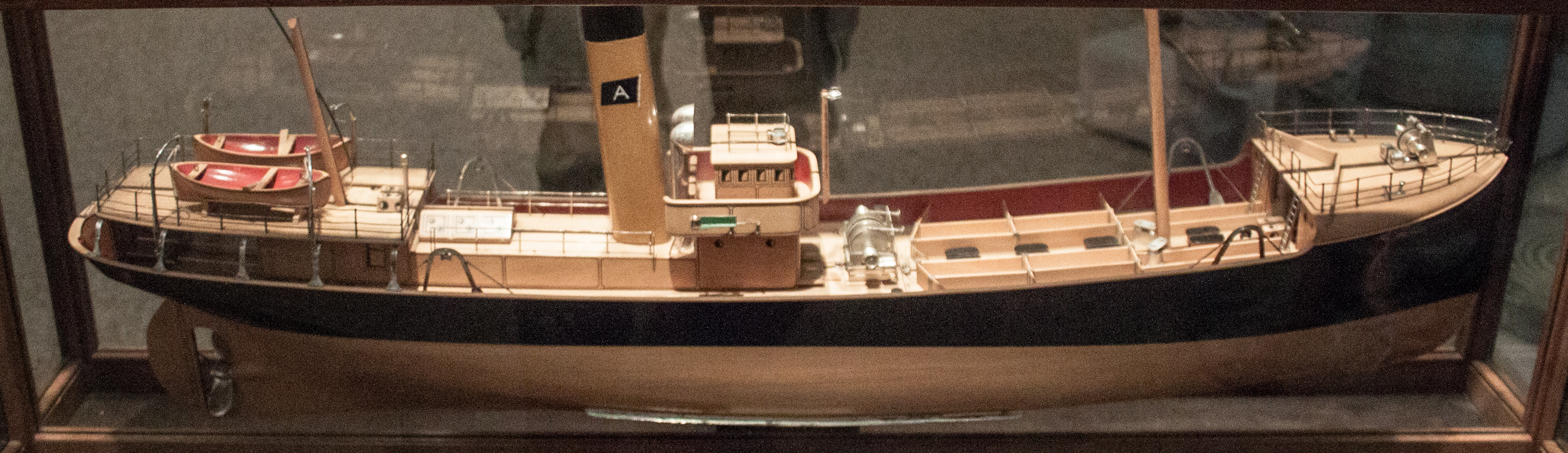
Az 1920-ban izlandi megrendelésre angol hajógyárban készült trawler
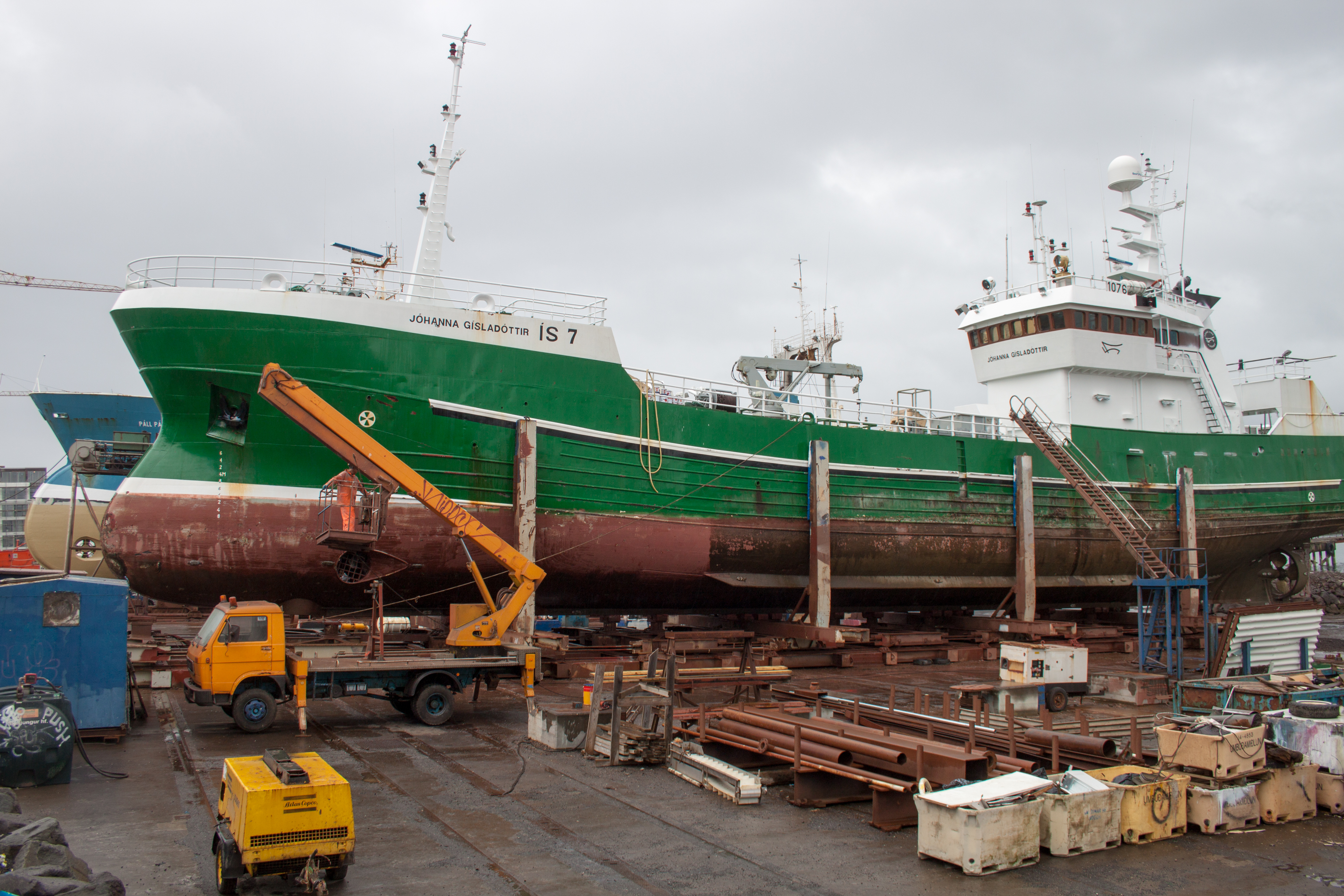
Mai halászhajó karbantartás alatt a reykjavíki kikötőben
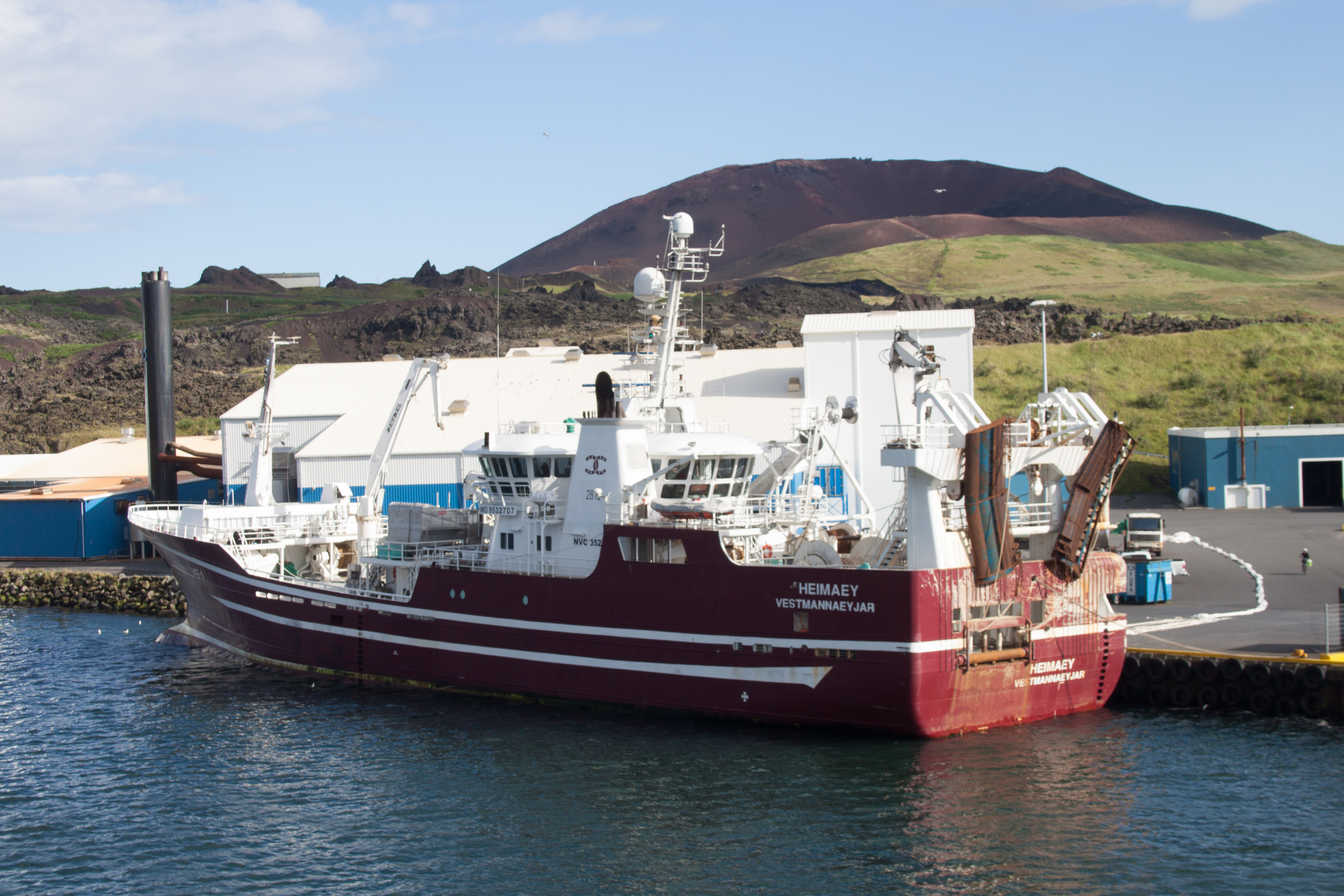
Modern trawler Vestmannaeyjar kikötőjében

### A tőkehal-háborúk

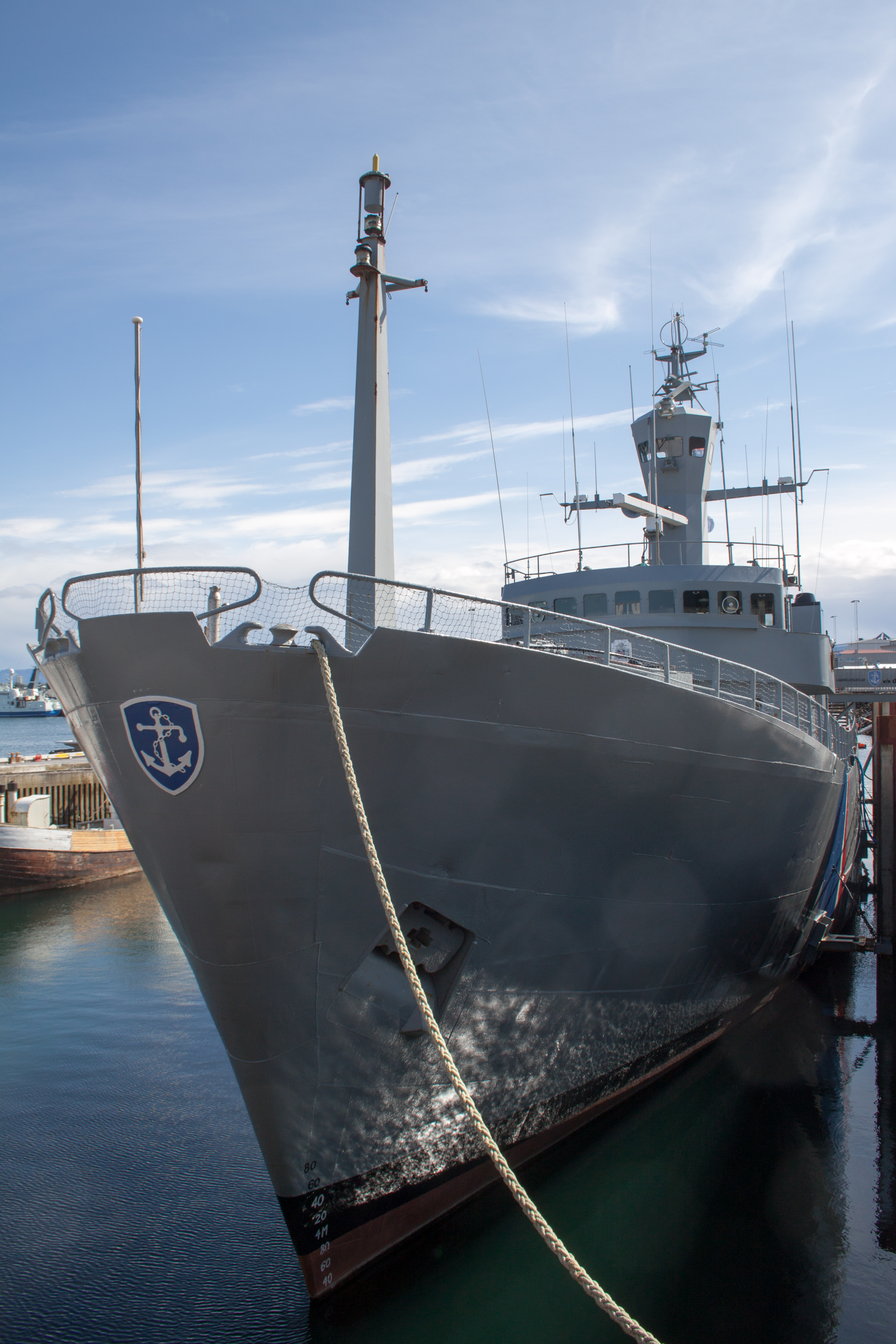
Az Óðinn partvédő hajó, a tőkehal-háborúk egyik résztvevője a múzeumban

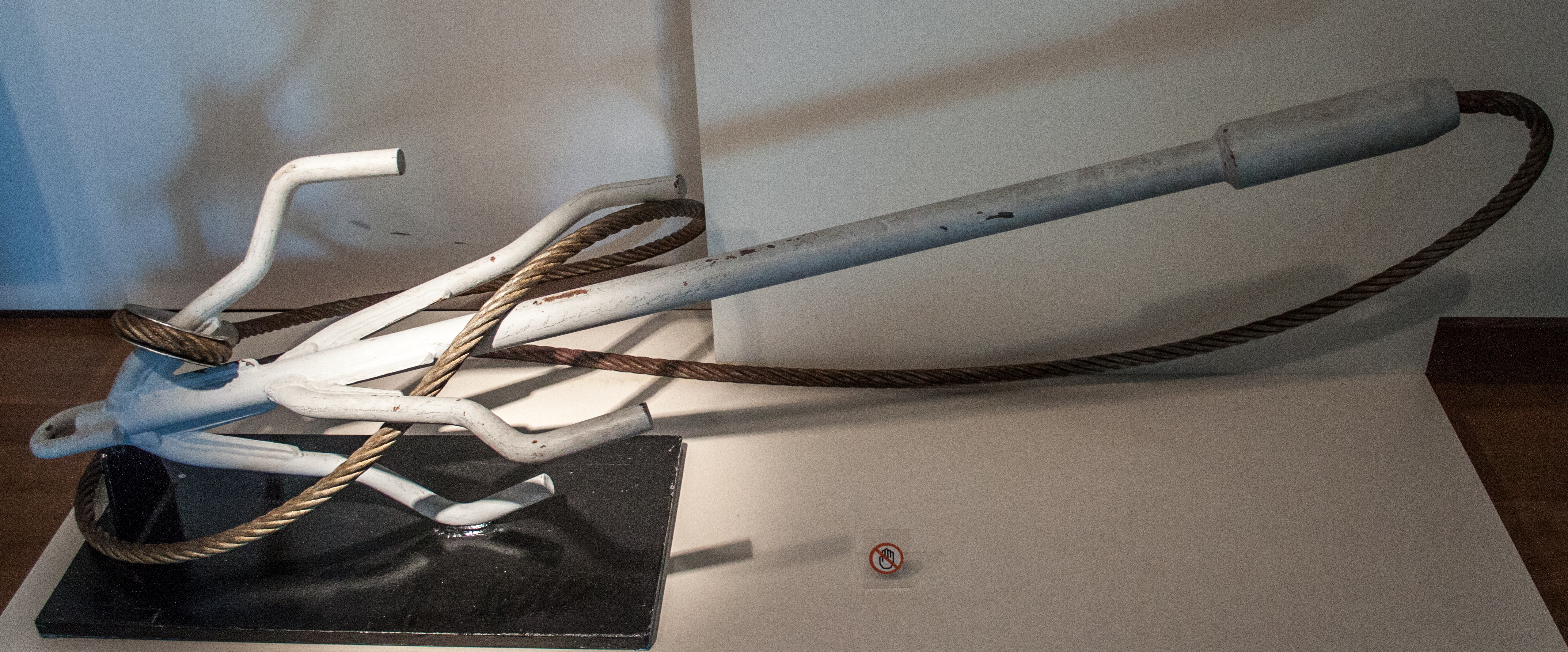
Sodronyvágó eszköz

A külföldi halászok már a 15. század óta rendszeresen tevékenykedtek a gazdag izlandi halászvizeken. A gőzhajtású halászhajók megjelenése a 19. század végén tette igazán komollyá ezt a konkurenciát. A két világháború idején a hadi cselekmények miatt a külföldi halászat szünetelt, de a második világháború után újra megjelentek a nagy kapacitású brit, német és más nemzetekhez tartozó trawlerek.
A külföldi halászok tevékenységi területét a középkorban nem szabályozták világosan, de a 17-19. században fokozatosan kialakult a 16 tengeri mérföldes határ. Ez észszerű megoldás lett volna, ha be lehetett volna tartatni. De nem így volt, sőt Dánia 1901-ben 50 évre engedélyezte Anglia számára a halászatot egészen a parttól számított 3 mérföldes határig. Az iparszerű „halkitermelés” nyomán hamarosan nyilvánvalóvá vált, hogy az addig kimeríthetetlennek tűnő halállomány súlyos veszélybe került.
A független Izland 1948-ban törvényt hozott a környező vizek halállományának tudományos igényű védelméről és megkezdték a külföldiek elől elzárt területek kiterjesztését. Először az északi partok mentén növelték meg a védett övezetet egy mérfölddel, majd 1952-ben Izland körül mindenütt négy mérföldre emelték a határt, egyidejűleg az összes fjordot és öblöt, a legfontosabb ívóhelyeket elzárták a külföldi halászok elől. Ezt a külvilág általában elfogadta, kivéve a briteket, akik bojkottot hirdettek meg az izlandi halászat termékeire. Ez kezdetben érzékenyen érintette az izlandi exportot, de hamarosan sikerült új piacokat találni, főleg az Egyesült Államokban és a Szovjetunióban.
Az ötvenes években jelentős nemzetközi vita bontakozott ki a halászat környezetvédelmi okokból szükséges korlátozásáról, az ENSZ 1958-ban konferenciát is rendezett Genfben a témában. E konferencián ugyan nem született megegyezés, de nagy többségi támogatást kapott a 12 mérföldes tengeri halászati határ javaslata. Izland a maga részéről be is vezette ezt 1958. szeptember 1-től. A britek ezt nem fogadták el, halászhajóik belül maradtak ezen a határon, sőt hadihajók csatlakoztak hozzájuk. Kitört az első tőkehal-háború, különböző vértelen, de súlyos konfliktusokkal. A britek például foglyul ejtették egy izlandi őrhajó legénységét, majd egy idő után, éjszaka, adtak nekik egy mentőcsónakot, hogy azzal evezzenek a partra. A konfliktusokat csak 1961-ben zárta le egy megállapodás, amelyben a britek lehetőséget kaptak arra, hogy még három évig, bizonyos területeken, a parttól hat mérföldig is halászhassanak. A nagyobb gondot az okozta a későbbiekben, hogy Izland vállalta: a tengeri halászati határok további kiterjesztése előtt kéri a Nemzetközi Bíróság döntését.
1971-ben egy új izlandi kormány szükségesnek látta a tengeri határok újabb kiterjesztését, ezúttal 50 mérföldre, és elutasították a Nemzetközi Bíróság bevonását a vitába. Nagy-Britannia és az NSZK azonban a hágai bírósághoz fordult, és az úgy ítélt, hogy Izlandnak engedélyeznie kell a halászatot bizonyos korlátozásokkal az 50 mérföldes határon belül is. Izland ennek ellenére meghirdette az új határokat és 1972. szeptember 1-től megkezdte ennek érvényesítését. Az izlandi parti őrség bevetett egy saját fejlesztésű „fegyvert” is, egy horgonyra emlékeztető alkalmatosságot, amivel el lehetett vágni a halászhajók vonóhálóinak a legerősebb sodronyait is, és ez a hatalmas, drága hálók elvesztéséhez vezetett. 1973-tól a britek fregattokat is küldtek a „csatába”, amik ütközésre mentek az izlandi parti őrség hajóival, de csak figyelmeztető lövések dördültek el időnként. A brit halászok eredményes munkája az állandó zaklatás miatt mindenesetre szinte lehetetlenné vált. 1973-ban aztán sikerült egy nehéz kompromisszumot kötni a britekkel, de ezt meg a németek nem fogadták el.
1974-ben az ENSZ új tengerjogi konferenciát hívott össze, ezúttal Caracasban, ahol hamarosan nyilvánvalóvá vált, hogy a nagy többség a 200 mérföldes tengeri gazdasági övezet híve. Izland ettől felbátorodva 1975 október 15-től 200 mérföldre terjesztette ki halászati zónáját. Megindult a tőkehal-háború harmadik fordulója. Ekkor a britek kivételével a többi halásznemzettel sikerült kompromisszumot kötni úgy, hogy a határ elismerése fejében korlátozott mennyiségű hal fogását engedélyezték számukra a 200 mérföldön belüli vizeken.
A britekkel folytatódtak az incidensek. Reykjavík meg is szakította a diplomáciai kapcsolatot Nagy-Britanniával. Az izlandi parti őrség nagy ügyességről tett tanúbizonyságot a brit hadihajókkal folytatott kergetőzésben, a drága hálók elvágásában, a halászok zaklatásában. Az izlandi lakosság a parti őrség tengerészeit nemzeti hősökként tisztelte. A viszály aggodalmat váltott ki a NATO-ban is, mivel a keflavíki amerikai légitámaszpont fontos szerepet játszott a hidegháborúban. A döntő fordulatot azonban az hozta meg, hogy nemzetközileg egyre inkább elfogadottá vált a 200 mérföldes gazdasági zóna, és maga az Európai Gazdasági Közösség is, aminek Nagy-Britannia is tagja volt már, kiterjesztette ezt az övezetét 200 mérföldre 1977-től. Ezeket a fejleményeket látva Izland és Nagy-Britannia 1976 nyarán egyezséget kötött, melynek értelmében az év decemberében utolsó brit halászhajó is elhagyta az (újonnan kijelölt) izlandi vizeket.
Izland és a szomszédos Feröer 200 mérföldes halászati zónái átfedést mutatnak, ami három évtizedig tartó vitákhoz vezetett, melyeket végül egy 2007. február 2-án aláírt megegyezés zárt le. Mindkét ország csak korlátozott jogokat enged meg a külföldi halászhajóknak a felségvizein, de egymással kölcsönösen kivételt tesznek.

### Az izlandi bálnavadászat
A bálnák az izlandi honfoglalás idejétől fogva különleges helyet foglaltak el az izlandi táplálkozásban. Kis csónakjaikkal vadászni gyakorlatilag nem tudták ezeket a hatalmas állatokat, de az időről időre partra vetődő cetek nagy szerencsét, bőséges proteinforrást jelentettek a gyakran éhínséggel küzdő ország lakói számára. Jóllakathatták az egész környéket, vagy különböző formákban tartósítva egész évre élelmet jelenthettek egy farm lakói számára. Az ilyen bálnatetemeknek külön neve alakult ki az izlandi nyelvben, hvalreki, ami mindmáig a nagy szerencse szinonimája is.

#### Bálnafeldolgozás 1974-ben Izlandon

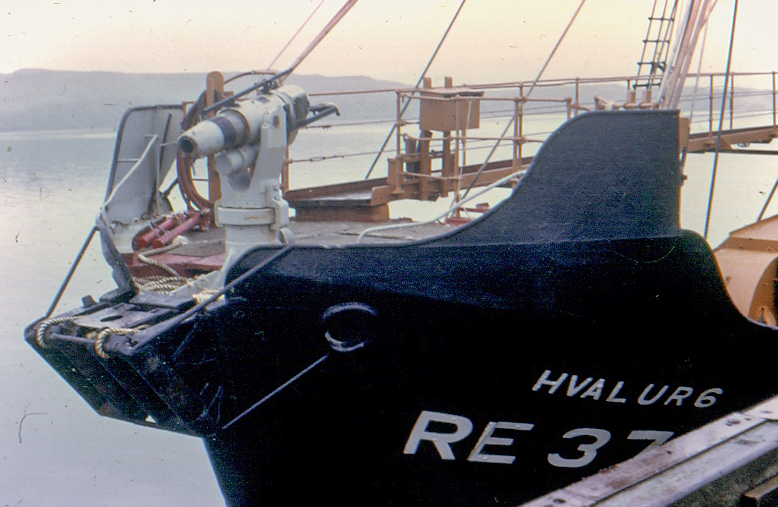
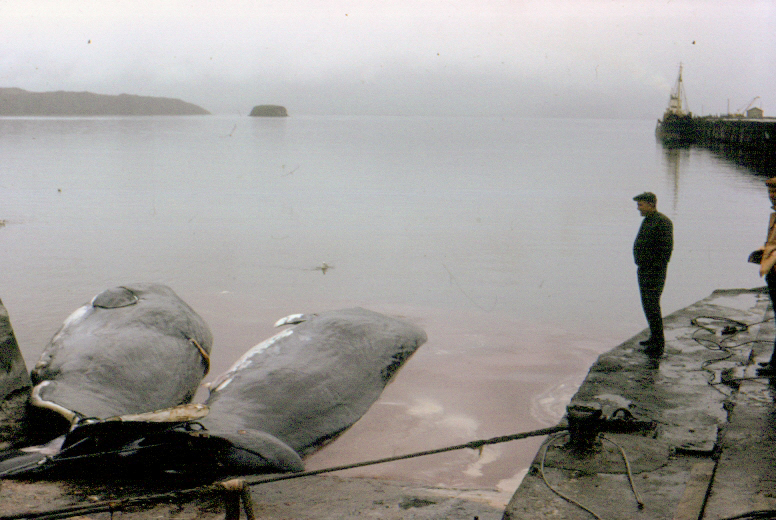
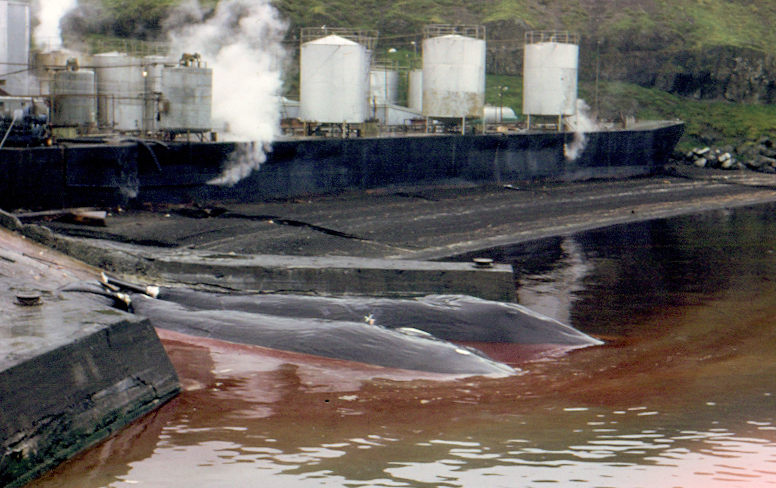
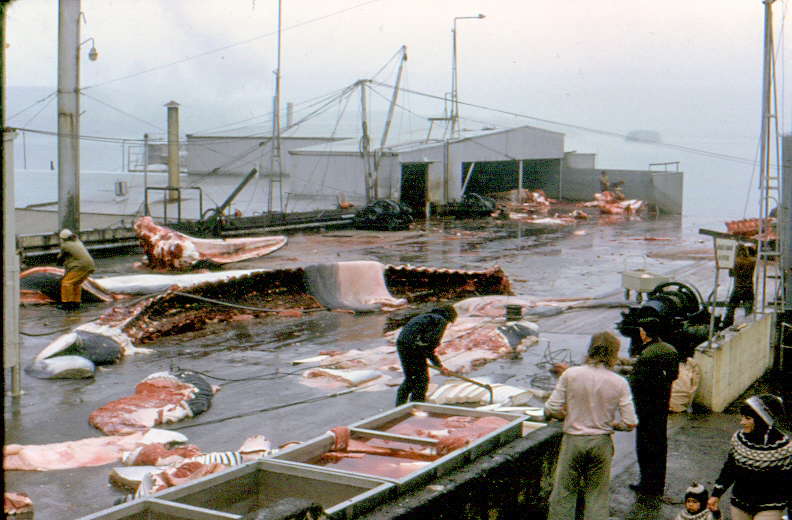
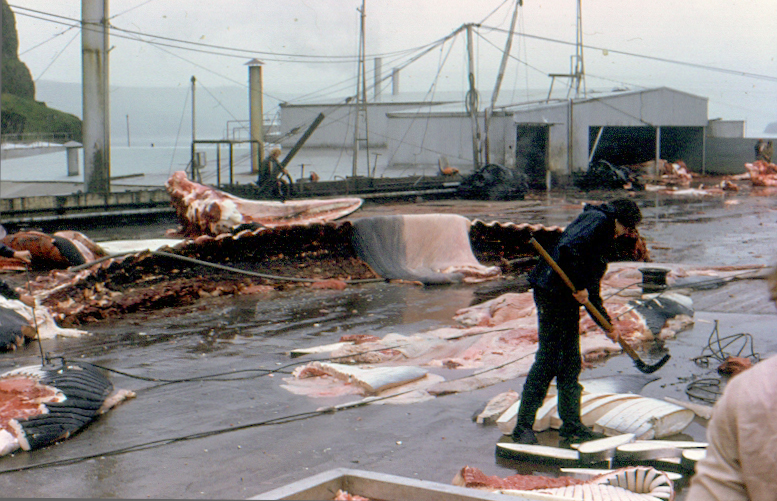
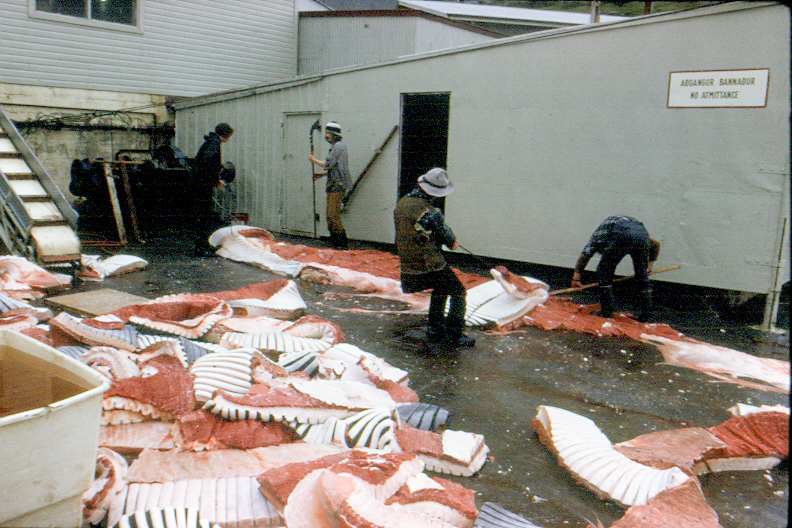

## Az izlandi halászat a 21. század elején

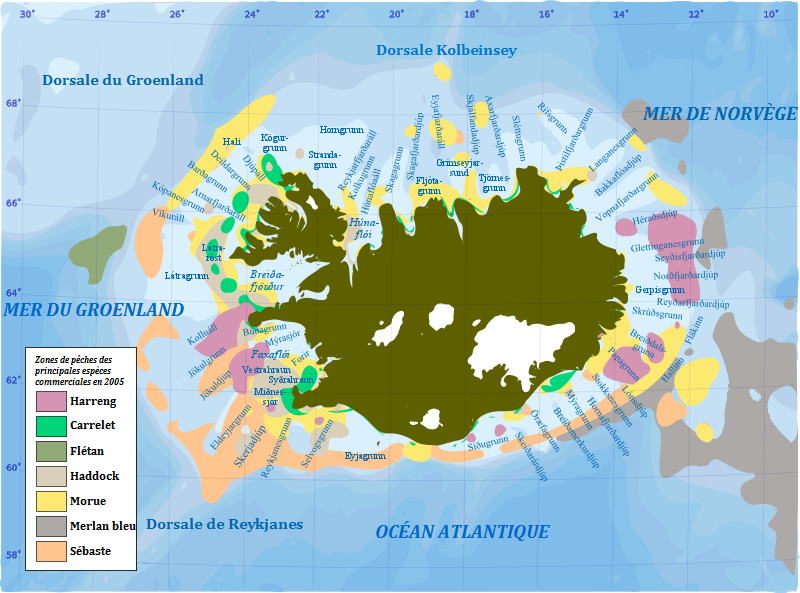
A különböző halfajok halászatának területi megoszlása 2005-ben

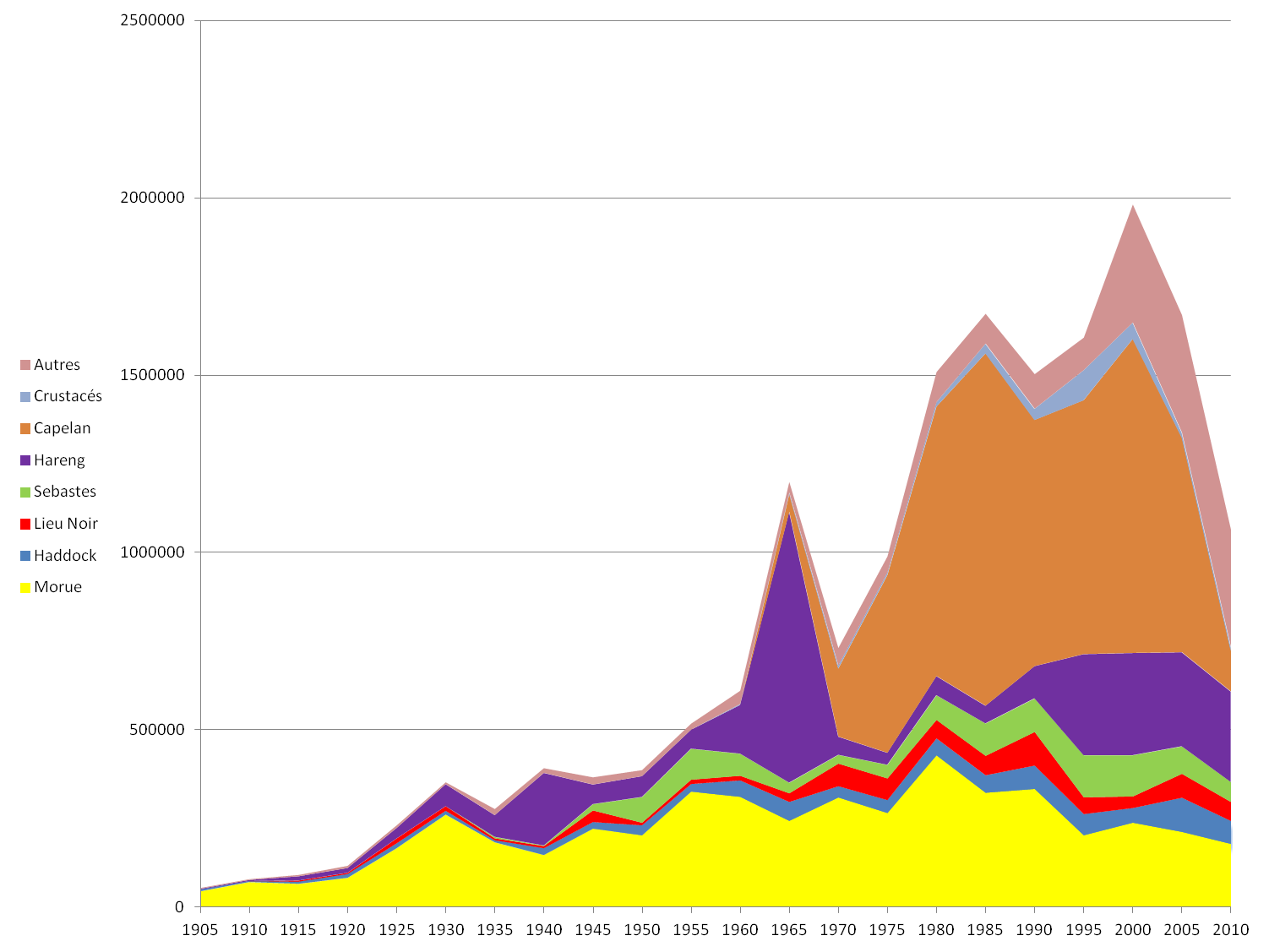
A fő fajok fogásának mennyiségi alakulása 1905 és 2007 között

### A halászott halfajták
Az izlandi halászok összesen mintegy 130 különböző fajta halat fognak ki munkájuk során. Ezek közül azonban csak 15 fajtának van gazdasági szerepe, közülük 7-8 az igazán fontos, és ezek közül is kiemelkedik a tőkehal.
Izland körül csakúgy, mint az Atlanti-óceán északi részén másutt is az atlanti tőkehal a gazdaságilag legfontosabb halfajta, de a tőkehalfélék többi tagját, így a foltos tőkehalat és a fekete tőkehalat is halásszák. A lepényhalalakúak is fontos tárgyai a halászatnak. A hering halászata is rendkívül fontos volt, mindaddig, amíg a heringállomány a 60-as években össze nem omlott. A csuklyás hal és a közönséges makréla állományára nagy fluktuációk jellemzőek. A gerinctelen tengeri állatok iparszerű halászata a 20. század derekán indult újra, először a garnélarákkal, majd a közönséges languszta (Nephrops norvegicus) is nagy szerepet kapott. A bálna vadászata Izlandon hagyományosan fontos gazdasági ágazat, de természetvédelmi okokból erősen visszaszorult. Ma már csak a csukabálna és a közönséges barázdásbálna évente korlátozott számú példányait ejtik el.

### A halászati tevékenység területi megoszlása az izlandi kikötők között
| Kikötő          | Körzet            | 2011      | 2002      | 1992      |
| --------------- | ----------------- | --------- | --------- | --------- |
| Vestmannaeyjar  | Suðurland         | 187 810   | 211 640   | 150 269   |
| Neskaupstaður   | Austurland        | 109 995   | 182 372   | 109 995   |
| Reykjavík       | Höfuðborgarsvæðið | 115 594   | 127 269   | 74 133    |
| Vopnafjörður    | Austurland        | 76 790    | 47 353    | 25 324    |
| Hornafjörður    | Austurland        | 64 274    | 55 702    | 33 474    |
| Eskifjörður     | Austurland        | 59 098    | 171 909   | 108 504   |
| Þórshöfn        | Norðurland eystra | 54 666    | 74 861    | 52 964    |
| Grindavík       | Suðurnes          | 45 579    | 158 321   | 79 866    |
| Seyðisfjörður   | Austurland        | 35 675    | 148 652   | 118 095   |
| Akranes         | Vesturland        | 33 654    | 137 270   | 67 811    |
| Hafnarfjörður   | Höfuðborgarsvæðið | 25 534    | 18 462    | 46 518    |
| Akureyri        | Norðurland eystra | 21 126    | 102 165   | 78 255    |
| Fáskrúðsfjörður | Austurland        | 19 501    | 70 104    | 8 519     |
| Sandgerði       | Suðurnes          | 15 570    | 45 330    | 26 683    |
| Þorlákshöfn     | Suðurland         | 15 180    | 59 344    | 19 725    |
| Siglufjörður    | Norðurland eystra | 14 059    | 82 401    | 95 843    |
| Reyðarfjörður   | Austurland        | 11 040    | 26 838    | 40 026    |
| Djúpivogur      | Austurland        | 6 262     | 42 410    | 4 819     |
| Raufarhöfn      | Norðurland eystra | 1 271     | 29 325    | 60 650    |
|                 |                   |           |           |           |
| Összesen        | -                 | 1 148 863 | 2 133 325 | 1 558 579 |